# Matheus Alexandre
Matheus Alexandre Anastácio de Souza, meglio noto come Matheus Alexandre (Marília, 7 aprile 1999), è un calciatore brasiliano, difensore dello Sport Recife.

## Carriera
Cresciuto nel settore giovanile del Marília, ha esordito in prima squadra il 17 gennaio 2018 disputando l'incontro del Campeonato Paulista Série A3 pareggiato per 2-2 contro il Barretos. Nel 2018 viene ceduto al Ponte Preta, dove però non disputa alcun incontro ufficiale. L'anno successivo viene acquistato dal Corinthians, che in seguito lo gira in prestito a Ponte Preta, Inter de Limeira e Coritiba. Con quest'ultima squadra ha anche esordito nel Brasileirão il 10 aprile 2022, giocando l'incontro vinto per 3-0 contro il Goiás.

## Statistiche

### Presenze e reti nei club
Statistiche aggiornate al 12 luglio 2022.
| Stagione           | Squadra            | Campionato         | Campionato | Campionato | Coppe nazionali | Coppe nazionali | Coppe nazionali | Coppe continentali | Coppe continentali | Coppe continentali | Altre coppe | Altre coppe | Altre coppe | Totale | Totale |
| Stagione           | Squadra            | Comp               | Pres       | Reti       | Comp            | Pres            | Reti            | Comp               | Pres               | Reti               | Comp        | Pres        | Reti        | Pres   | Reti   |
| ------------------ | ------------------ | ------------------ | ---------- | ---------- | --------------- | --------------- | --------------- | ------------------ | ------------------ | ------------------ | ----------- | ----------- | ----------- | ------ | ------ |
| 2018               | Marília            | A3/SP              | 13         | 0          |                 | -               | -               |                    | -                  | -                  |             | -           | -           | 13     | 0      |
| 2019               | Ponte Preta        | A1/SP+B            | 3+3        | 0          | CB              | 0               | 0               |                    | -                  | -                  |             | -           | -           | 6      | 0      |
| 2020               | Ponte Preta        | A1/SP+B            | 1+0        | 0          | CB              | 0               | 0               |                    | -                  | -                  |             | -           | -           | 1      | 0      |
| Totale Ponte Preta | Totale Ponte Preta | Totale Ponte Preta | 7          | 0          |                 | 0               | 0               |                    | -                  | -                  |             | -           | -           | 7      | 0      |
| gen.-mag. 2021     | Inter de Limeira   | A1/SP              | 8          | 0          |                 | -               | -               |                    | -                  | -                  |             | -           | -           | 8      | 0      |
| mag.-dic. 2021     | Coritiba           | A1/PR+B            | 0+3        | 0          | CB              | -               | -               |                    | -                  | -                  |             | -           | -           | 3      | 0      |
| 2022               | Coritiba           | A1/PR+A            | 12+21      | 0          | CB              | 2               | 0               |                    | -                  | -                  |             | -           | -           | 35     | 0      |
| Totale Coritiba    | Totale Coritiba    | Totale Coritiba    | 36         | 0          |                 | 2               | 0               |                    | -                  | -                  |             | -           | -           | 38     | 0      |
| 2023               | Coritiba           | PD/MT+A            | 10+8       | 1+0        | CB              | 1               | 0               |                    | -                  | -                  | CV          | 5           | 0           | 24     | 1      |
| Totale carriera    | Totale carriera    | Totale carriera    | 82         | 1          |                 | 3               | 0               |                    | -                  | -                  |             | 5           | 0           | 90     | 1      |

## Palmarès

### Club

#### Competizioni statali
- Campionato Paranaense: 1

Coritiba: 2022